# 偶然的田园日记
《偶然的田園日記》（韓語：어쩌다 전원일기，英语：Once Upon a Small Town）是韓國Kakao TV與全球Netflix於2022年9月5日起播出的原創劇集。由《打包袱－盜取命運》的權錫璋執導，朴秀英、秋英宇、白成哲主演。該劇改編自同名人氣網路小說，講述一名獸醫心不甘情不願地從大城市搬到鄉下，他在那裡遇見一位女警，她是小鎮裡的人氣王卻懷着一個秘密，兩人在溫暖農村氛圍中互相撫慰傷痛，上演治癒田園羅曼史。

## 演員陣容

### 主要人物
| 演員   | 角色   | 介紹 |
| 朴秀英 | 安慈榮 | 是「喜東里」的派出所巡警和人氣王。個性和善、美如天仙，常用笑容化解里民們的紛爭。                                       |
| 秋英宇 | 韓智燏 | 來自首爾的獸醫，因爺爺的誘騙而回到「喜東里」。遇到派出所巡警安慈榮後，遺忘的情緒開始復活，生活也一點點地改變…          |
| 白成哲 | 李尚賢 | 「喜東里」青年會會長、水蜜桃果園的接班人。不僅長相溫暖精緻，個性也溫柔直率，坦率的個性和敬業的自豪感在農村是稀有動物。 |

### 其他人物
| 演員   | 角色   | 介紹 |
| 河律莉 | 崔民   | 外國製藥公司動物試驗組的獸醫，視覺和能力都非常出色。是個熱情的女人，為了不被別人打敗而不斷提升自己，儘管擁有智慧和美貌，但她身上有著只因能力而被認可的少女魅力。 |
| 鄭石勇 | 黃萬成 | 「喜東里」微風派出所所長。 |
| 白智媛 | 張歲戀 | 「喜東里」第41屆婦女會會長。她以友善為武器，勉強越過了有點過分的界限。                                                                                           |
| 金英善 | 朴茉琴 | 「喜東里」隔壁「麻情里」婦女會會長。 |
| 朴智雅 | 車妍紅 | 「喜東里」婦女會總務。她是一個好奇的人，當村民們發生什麼事時，她的眼睛裡充滿了光芒。                                                                             |
| 劉妍   | 毛景玉 | 「喜東里」婦女會老么。 |
| 羅哲   | 崔潤炯 | 韓智燏最親近的前輩。在首爾經營一家獸醫院，是個可愛又愛開玩笑的人，有志成為擁有YouTube頻道獸醫中的佼佼者。                                                        |
| 朴藝妮 | 李瑛淑 | 是個工作一絲不苟的專業人士，有種獨特的魅力，有時會因為她古怪的行為和言語而讓周圍的人感到困惑。                                                                   |
| 盧載沅 | 尹根暮 | 「喜東里」微風派出所警察，他是安慈榮參加警察考試的動機。 |
| 鄭時律 | 金宣東 | 喜東國小二年一班的「喜東里」里民。 |

### 特別出演
| 演員                | 角色 | 介紹               |
| 李聖旻 （聲音出演） | 里長 | 「喜東里」的里長。 |

## 原聲帶
- Part.1（發行日期：2022年9月6日）

| 曲序 | 曲目                 | 演唱   | 时长 |
| ---- | -------------------- | ------ | ---- |
| 1.   | Missing You          | 洪大光 | 3:54 |
| 2.   | Missing You（Inst.） |        | 3:54 |

- Part.2（發行日期：2022年9月13日）

| 曲序 | 曲目                    | 演唱   | 时长 |
| ---- | ----------------------- | ------ | ---- |
| 1.   | Sunset Village          | O.WHEN | 4:29 |
| 2.   | Sunset Village（Inst.） |        | 4:29 |

- Part.3（發行日期：2022年9月20日）

| 曲序 | 曲目                  | 演唱     | 时长 |
| ---- | --------------------- | -------- | ---- |
| 1.   | 내게 오면 돼          | Boramiyu | 3:30 |
| 2.   | 내게 오면 돼（Inst.） |          | 3:30 |

- Part.4（發行日期：2022年9月27日）

| 曲序 | 曲目           | 演唱   | 时长 |
| ---- | -------------- | ------ | ---- |
| 1.   | Magic          | 송유진 | 3:24 |
| 2.   | Magic（Inst.） |        | 3:24 |

## 外部連結
- Daum上《偶然的田园日记》的資料
- 在Netflix上觀看《偶然的田园日记》